# 유계 작용소
함수해석학에서 유계 작용소(有界作用素, 영어: bounded operator)는 유계 집합을 항상 유계 집합에 대응시키는, 두 위상 벡터 공간 사이의 선형 변환이다. 두 노름 공간 사이의 경우, 유계 작용소의 개념은 연속 선형 변환의 개념과 일치한다.

## 정의
위상체 {\displaystyle K} 위의 두 위상 벡터 공간 {\displaystyle V}, {\displaystyle W}가 주어졌다고 하자. 그렇다면, {\displaystyle K}-선형 변환 {\displaystyle T\colon V\to W}가 다음 조건을 만족시키면, {\displaystyle T}를 유계 작용소라고 한다.:24, §1.31
- 임의의 유계 집합의 상은 유계 집합이다.

즉, 이는 유계형 집합의 사상을 이룬다.
여기서, 위상 벡터 공간 {\displaystyle V}의 부분 집합 {\displaystyle B\subseteq V}이 다음 조건을 만족시킨다면 유계 집합이라고 한다.
- 임의의 0의 근방 {\displaystyle U\ni 0}에 대하여, {\displaystyle B\subseteq \alpha U}인 {\displaystyle \alpha \in K}가 존재한다.

{\displaystyle V}와 {\displaystyle W} 사이의 유계 작용소들의 집합은 {\displaystyle \operatorname {B} (V,W)}라고 한다. 이는 자연스럽게 {\displaystyle K}-벡터 공간을 이룬다.

### 균등 공간 구조
위상체 {\displaystyle K} 위의 두 위상 벡터 공간 {\displaystyle V}, {\displaystyle W}이 주어졌을 때,
- {\displaystyle V} 위에는 모든 유계 집합들로 구성된 덮개 {\displaystyle \operatorname {Born} (V)}가 존재한다.
- {\displaystyle W} 위에는 (덧셈 위상군으로서의) 균등 공간 구조가 존재한다.

이에 따라, 함수 집합 {\displaystyle W^{V}} 위에 균등 수렴 위상 및 균등 구조를 부여할 수 있으며, 그 부분 집합 {\displaystyle \operatorname {B} (V,W)\subseteq W^{V}}에도 자연스럽게 균등 공간 구조 및 위상을 부여할 수 있다. 이에 따라 {\displaystyle \operatorname {B} (V,W)}는 {\displaystyle K}-위상 벡터 공간을 이룬다.
만약 {\displaystyle K\in \{\mathbb {R} ,\mathbb {C} \}}이며 {\displaystyle V}와 {\displaystyle W}가 노름 공간일 경우, 이 위상은 작용소 노름으로 정의된 거리 위상과 같다.

### 작용소 위상
유계 작용소의 공간 위에 균등 위상 (또는 균등 위상에 대한 약한 위상) 대신, 다음과 같은 더 엉성한 위상인 강한·약한 작용소 위상을 부여할 수도 있다.
함수 집합 {\displaystyle W^{V}}에 곱위상을 부여하면, {\displaystyle \operatorname {B} (V,W)\subseteq W^{V}}이므로 {\displaystyle \operatorname {B} (V,W)}에 부분 공간 위상을 부여할 수 있다. 이를 강한 작용소 위상(強한作用素位相, 영어: strong operator topology)이라고 한다.
마찬가지로, {\displaystyle W}에 약한 위상을 부여한 것을 {\displaystyle W^{\text{weak}}}로 놓고, 함수 집합 {\displaystyle (W^{\text{weak}})^{V}}에 곱위상을 부여하면, 부분 공간 위상 {\displaystyle \operatorname {B} (V,W)\subseteq (W^{\text{weak}})^{V}}을 약한 작용소 위상(弱한作用素位相, 영어: weak operator topology)이라고 한다.
강한·약한 작용소 위상은 정의에 따라 {\displaystyle V}의 노름이나 위상에 의존하지 않는다.

## 성질

### 연속성과의 관계
위상체 {\displaystyle K} 위의 두 위상 벡터 공간 {\displaystyle V}, {\displaystyle W} 사이의 모든 연속 {\displaystyle K}-선형 변환은 유계 작용소이다.:24, Theorem 1.32:III.4, Proposition III.1.4
만약 {\displaystyle \mathbb {K} \in \{\mathbb {R} ,\mathbb {C} \}}이며, {\displaystyle V}와 {\displaystyle W}가 {\displaystyle \mathbb {K} }-노름 공간일 경우, 유계 작용소 · 연속 선형 변환 · 균등 연속 선형 변환 · 립시츠 연속 선형 변환의 개념이 서로 동치이다.:24, Theorem 1.32 (그러나 이는 일반적인 위상 벡터 공간에 대하여 성립하지 않는다.:253, Example 8.8.8)

### 작용소 노름
만약 {\displaystyle \mathbb {K} \in \{\mathbb {R} ,\mathbb {C} \}}이며, {\displaystyle V}와 {\displaystyle W}가 {\displaystyle \mathbb {K} }-노름 공간일 경우, {\displaystyle \operatorname {B} (V,W)}는 작용소 노름을 통해 노름 공간을 이룬다.:92–93, Theorem 4.1 만약 {\displaystyle W}가 바나흐 공간이라면, {\displaystyle \operatorname {B} (V,W)} 역시 바나흐 공간을 이룬다.:92–93, Theorem 4.1

### 유계 작용소 공간 위의 위상의 관계
자명하게 다음과 같은 관계가 성립한다.
| 균등 수렴 위상             | ⊃ | 강한 작용소 위상 |
| ∪                          |   | ∪                |
| 균등 수렴 위상의 약한 위상 |   | 약한 작용소 위상 |
여기서 A ⊃ B는 A가 B보다 더 섬세한 위상이라는 뜻이다.
실수체 또는 복소수체 위의 두 노름 공간 사이의 유계 작용소 공간의 경우, 다음이 추가로 성립한다.
| 균등 수렴 위상             | ⊃ | 강한 작용소 위상 |
| ∪                          |   | ∪                |
| 균등 수렴 위상의 약한 위상 | ⊃ | 약한 작용소 위상 |

## 예
두 유한 차원 노름 공간 사이의 모든 선형 변환은 유계 작용소이다.
르베그 실수열 공간 {\displaystyle \ell ^{2}(\mathbb {R} )} 위의 연산자
{\displaystyle L\colon (x_{0},x_{1},x_{2},\dots )\mapsto (0,x_{0},x_{1},x_{2},\dots )}
는 노름이 1인 유계 작용소이다.
라플라스 연산자
{\displaystyle \Delta \colon \operatorname {H} ^{2}(\mathbb {R} ^{n})\to L^{2}(\mathbb {R} ^{n})}
는 유계 작용소이다. 여기서 {\displaystyle \operatorname {H} ^{2}}는 하디 공간이며, {\displaystyle L^{2}}는 Lp 공간의 하나이다.